# Tanuku
Tanuku es una ciudad y  municipio situada en el distrito de Godavari Oeste en el estado de Andhra Pradesh (India). Su población es de 77962 habitantes (2011). Se encuentra a 127 km de Vijayawada y a 391 km de Hyderabad.

## Demografía
Según el censo de 2011 la población de Tanuku era de 77962 habitantes, de los cuales 38325 eran hombres y 39637 eran mujeres. Tanuku tiene una tasa media de alfabetización del 85,51%, superior a la media estatal del 67,02%.  